# 金泰钦
金泰钦（韓語：김태흠、1962年2月15日—），大韓民國保守派政治人物，現任忠清南道知事。

## 生平
曾經擔任韓國财政部部长助理，2001年1月22日至2003年期間擔任韓國总理府总务秘书。